# Augustin Serre
Pour les articles homonymes, voir Serre.
 (mai 2010).
Si vous disposez d'ouvrages ou d'articles de référence ou si vous connaissez des sites web de qualité traitant du thème abordé ici, merci de compléter l'article en donnant les références utiles à sa vérifiabilité et en les liant à la section « Notes et références ».
Augustin Serre, dit Mathieu (1er juin 1836 à Mantes-la-Ville en France - 3 juillet 1899 à Mantes-la-Jolie en France) était un militant français qui a consacré sa vie à la promotion de l'éducation et de la laïcité.

## Biographie
Augustin Napoléon Serre est né le 1er juin 1836 à Mantes-la-Ville. Son père, Pierre Augustin Serre, est maçon, sa mère, née Marie Honorine Gautier, est couturière.
Augustin Serre sera le premier et le seul enfant du couple, il a en effet tout juste un an lorsque meurt sa mère en juillet 1837. Elle n'était âgée que de 21 ans. Veuf, le père d'Augustin Serre se remarie un an après avec une jeune domestique de 23 ans, Marie-Marguerite Huet, dont il n'aura pas d'autre enfant. Augustin Serre perd son père à 16 ans. Comme l'ont été son père et son grand-père avant lui, il devint alors maçon.
Lui-même autodidacte, Augustin Serre n’aura de cesse de promouvoir l’éducation populaire et la laïcité. Ces convictions guideront ses différents engagements en faveur de ses concitoyens. C’est ainsi qu’il sera l’un des initiateurs des cours pour adultes organisés à Mantes-la-Ville à partir des années 1868. En effet, si, par la suite de l’application de la loi Guizot de 1833, obligeant chaque commune à entretenir une école publique, la scolarité des enfants commence à se généraliser, les adultes à cette période sont encore nombreux à n’être que peu, voire pas du tout, alphabétisés.
À partir de 1878, Serre, dit "Mathieu", participe en tant que franc-maçon à la loge maçonnique "Liberté par le Travail" de Mantes. Les activités de cette loge sont notamment tournées vers la promotion de l’instruction laïque et l’aide à la constitution de bibliothèques scolaires. Serre considère que l’instruction est le seul remède aux maux de l’humanité, à savoir "la misère et le fanatisme".
Fonctionnant à partir d’un idéal de fraternité, les sociétés de secours mutuelles sont en quelque sorte les ancêtres de nos mutuelles actuelles.
Fidèle à ses convictions laïques et républicaines, Augustin Serre tentera de promouvoir de son mieux la généralisation de l’instruction publique laïque à Mantes-la-Ville. Dès le 1er janvier 1879, l’instruction devient gratuite dans l’école publique communale de garçons. Cette école était tenue dans des locaux qui, même pour les critères du XIXe siècle, étaient insalubres. Il devenait urgent de chercher à construire une nouvelle école. Durant toute l’élaboration du projet qui devait mener à la construction de la mairie-école, Augustin Serre insistera pour que soient établies deux écoles, l’une de garçons et l’autre de filles, à cette époque où la mixité scolaire n’était pas de mise en France. Il faut se rappeler qu’avant les lois Jules Ferry de 1881, la scolarité des filles était souvent négligée : lorsque les filles étaient scolarisées, elles étaient le plus souvent confiées à des religieuses qui s’évertuaient essentiellement à en faire de bonnes ménagères que des esprits éclairés.
Le 3 décembre 1881, le conseil municipal se prononce en faveur de la proposition Serre et du projet d’école de garçons et de filles, à l’exemption d’une voix : celle de M. Brochant de Villiers, qui voit dans cette école publique une concurrence directe pour l’école de filles fondée par sa famille en 1829. Tenue par des sœurs de Saint-André, cette école était jusque-là la seule école de filles de Mantes-la-Ville. Elle accueillait les fillettes gratuitement et a tenu lieu d’école publique jusqu’à la construction de la mairie-école. La première pierre de la mairie-école sera posée le 14 juillet 1884. À la rentrée 1886, les bâtiments neufs accueilleront leurs élèves garçons et filles, chacune des deux écoles ayant une entrée distincte, sur deux rues différentes.
Lors de l’affaire Dreyfus, Augustin Serre se prononça fermement en faveur du capitaine Alfred Dreyfus.
En outre, Augustin Serre sera le fondateur de la "Libre Pensée mantaise", "association populaire de recherche philosophique et d’action sociale", dont il posera les bases le 30 août 1883. Les membres de cette association militeront en faveur de la laïcité et pour la séparation de l’Église et de l’État (celle-ci n’aura lieu qu’en 1905).
Toujours dans un souci d’éducation populaire, Augustin Serre organisa plusieurs conférences dont l’une fit venir Louise Michel à Mantes en 1886 : 600 personnes étaient venues l’écouter.
Homme de convictions, Augustin Serre, ou plutôt "Mathieu", comme tout le monde l’appelait, consacra sa vie entière à la défense de ses idéaux. Il ne se maria jamais et n’eut pas d’enfants. Il aimait raconter des histoires aux petits Mantevillois, qui pour aller le voir, n’hésitaient pas à désobéir à leurs parents. En effet ceux-ci ne voyaient pas toujours d’un très bon œil ce vieil original, et défendaient à leurs enfants de fréquenter le vieux "Mathieu les puces". Augustin Napoléon Serre finit sa vie dans la misère.

## Décès
Il mourut le 3 juillet 1899 à "l’hôpital-hospice des vieillards et enfants indigents", rue du faubourg Saint-Lazare (actuel boulevard Duhamel à Mantes-la-Jolie).
Un an après son décès, ses amis de la Libre Pensée lui érigèrent un monument funéraire. Celui-ci est toujours visible au cimetière de Mantes-la-Ville, on peut y lire cette épitaphe : « Libre Pensée. A. Serre dit Mathieu 1836-1899. Par souscription publique pour services rendus à la démocratie ».